# Anne-Laure Viard
Anne-Laure Viard (ur. 7 czerwca 1981 w Arras) – francuska kajakarka, brązowa medalistka olimpijska, trzykrotna medalistka mistrzostw świata.
Brązowa medalistka igrzysk olimpijskich w Pekinie w 2008 roku w konkurencji K-2 (razem z Marie Delattre) na 500 m. Startowała również podczas igrzysk w Atenach w 2004 roku, bez sukcesów. Jest trzykrotną brązową medalistką mistrzostw świata w konkurencji kajaków w K-2 z 2005 i 2007 roku oraz K-1 z 2009 roku.